# Valeriana officinalis
La valeriana officinale (Valeriana officinalis L., 1753) è una pianta a fiore (angiosperma), appartenente alla famiglia delle Caprifoliacee.
Viene utilizzata soprattutto in fitoterapia e in farmacia, come calmante naturale.
È la più nota del genere Valeriana, costituito da oltre 400 specie, maggiormente diffuse nelle regioni boscose europee e, in parte, anche in Nord America e nelle regioni tropicali sudamericane. Non è da confondersi con l'affine Valeriana locusta, utilizzata soprattutto nell'alimentazione come insalata.

## Etimologia
Il nome del genere deriva dal latino valere, ovvero crescere in modo rigoroso, sano, oppure anche star bene, in merito alle sue proprietà calmanti.

## Descrizione
Pianta erbacea e perenne, con breve rizoma stolonifero, fusto eretto e solcato in superficie da scanalature, radici fibrose emananti uno sgradevole e penetrante odore; in condizioni ottimali può raggiungere altezze di circa 150 cm.
Le foglie sono opposte e prive di stipole, con picciolo presente solo nelle inferiori (le superiori sono sessili); tutte si presentano composte e imparipennate, costituite da 11-19 foglioline a lamina intera o dentata e di un bel colore verde intenso.

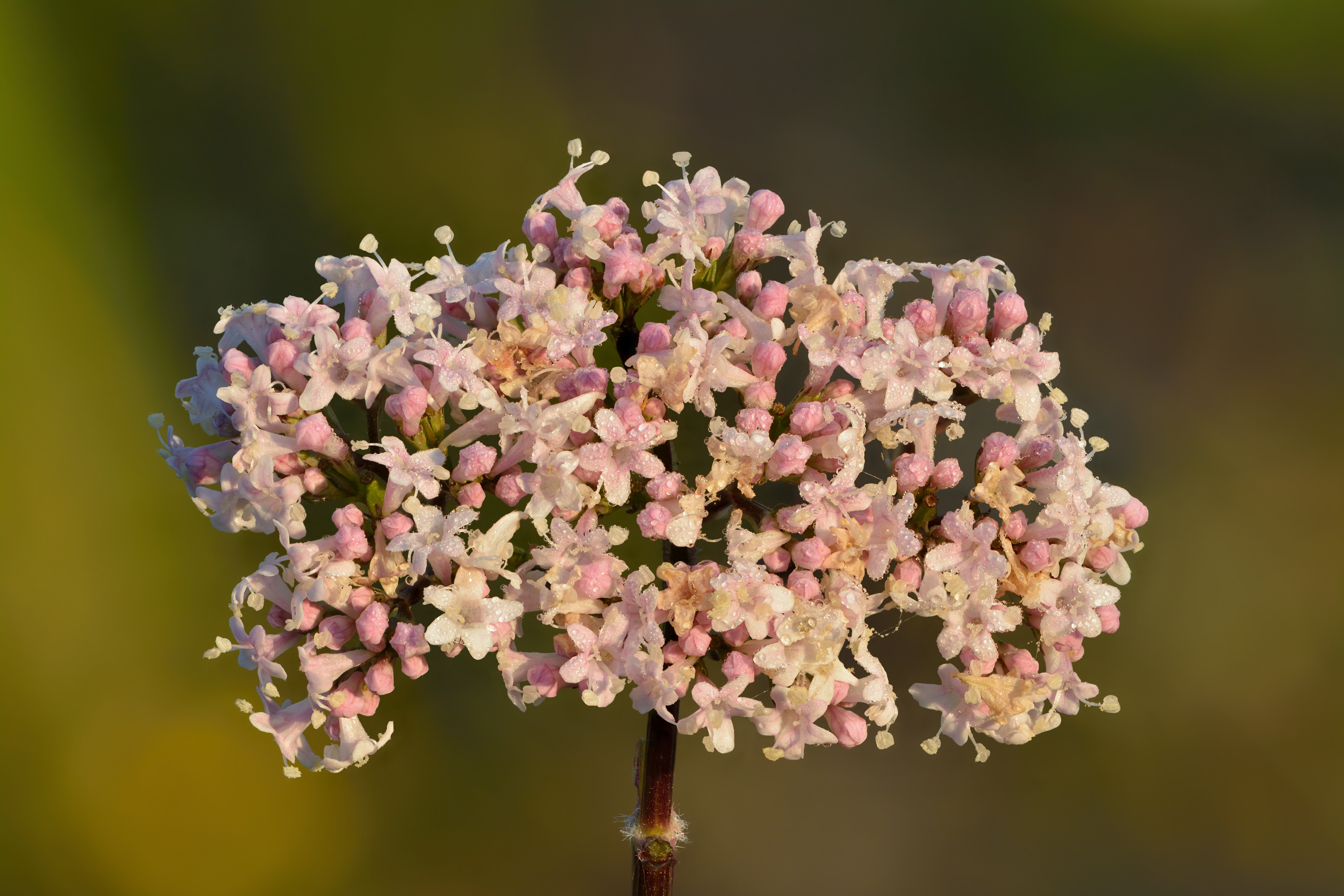
Infiorescenza

I fiori, leggermente profumati, si trovano riuniti a formare un particolare tipo di infiorescenza detta corimbo; sono ermafroditi, con calice ridotto e corolla a 5 petali, tubolare e dal colore rosa chiaro; l'androceo è composto da 3 stami, il gineceo da un pistillo tri-carpellare con ovario infero e uniloculare. La fioritura avviene in aprile-giugno e l'impollinazione è entomogama (tramite Insetti).
Il frutto è un achenio striato provvisto di setole piumose derivanti dalla modificazione che i piccoli denti del calice subiscono con la maturazione. La loro presenza ne aiuta la dispersione per mezzo del vento.

## Distribuzione e habitat
V. officinalis predilige gli ambienti freschi e umidi (mesofita) e cresce ai margini dei boschi e nei prati ombrosi fino a una altitudine di 1.400 metri.

## Tassonomia
Sono note le seguenti sottospecie:
- Valeriana officinalis subsp. officinalis
- Valeriana officinalis subsp. nemorensis (B.Turk) F.Martini & Soldano
- Valeriana officinalis subsp. tenuifolia (Vahl) Schübl. & G.Martens

## Proprietà
Tutte le specie di valeriana contengono:
- olii essenziali (esteri dell'acido valerianico, acido valerenico, cariofillene, terpinolene, valerenolo, valerenale e composti terpenici noti col nome di iridoidi);
- alcuni alcaloidi (valerina, actinidina, catinina e alfa-pirrilchetone);
- e dei flavonoidi (linarina, 6-metilapigenina ed esperidina).

Si usa la radice della pianta. L'odore sgradevole, causato dalla degradazione dei valeopotriati, i principi attivi più importanti di questa pianta, è molto sgradevole per l'uomo ma amato dai gatti che ne vengono attirati irresistibilmente. Le sue radici sono una delle tre alternative per quel terzo di gatti domestici che non risentono degli effetti dell'erba gatta. Possiede proprietà sedative e calmanti, favorendo il sonno.
Il meccanismo d'azione dei suoi costituenti è abbastanza ben conosciuto. Si deve agli esteri degli acidi valerianici e agli iridoidi l'inibire l'enzima animale acido gamma-aminobutirrico transaminasi, preposto alla degradazione metabolica del neurotrasmettitore gamma-aminobutirrato (GABA). Questo mediatore chimico è notoriamente associato a fenomeni neuronali di tipo inibitorio ed è responsabile anche dell'induzione del sonno nell'uomo.
Studi più recenti hanno evidenziato che anche alcuni degli alcaloidi possono avere una influenza più o meno diretta sul metabolismo del GABA, ma il loro meccanismo è ancora poco chiaro. Infine, pare che alcuni dei terpeni e dei flavonoidi possano fare da agonisti con i recettori dell'adenosina (quelli inibiti dalla caffeina) ed essere in parte responsabili dell'azione ipno-inducente, spasmolitica a livello intestinale e riducente sulla pressione arteriosa

## Usi
Sebbene la valeriana sia una medicina tradizionale comune utilizzata per il trattamento dell'insonnia, non ci sono prove concrete che sia efficace per questo scopo. Non è stato dimostrato che la valeriana sia utile nel trattamento della sindrome delle gambe senza riposo o dell'ansia.
L'Agenzia europea per i medicinali (EMA) ha approvato l'indicazione secondo cui la valeriana può essere utilizzata come erba tradizionale per alleviare la lieve tensione nervosa e per favorire il sonno; l'EMA ha affermato che, sebbene non vi siano prove sufficienti da studi clinici, la sua efficacia come estratto secco è considerata plausibile.
Le linee guida per la pratica clinica del 2017 dell'American Academy of Sleep Medicine sconsigliano l'uso della valeriana nel trattamento dell'insonnia a causa della scarsa efficacia e della bassa qualità delle prove.
Poiché i composti della valeriana producono depressione del sistema nervoso centrale, non devono essere usati con altri depressivi, come etanolo, benzodiazepine, barbiturici, oppiacei, kava o farmaci antistaminici.
In quanto prodotto non regolamentato, la concentrazione, il contenuto e i potenziali contaminanti nei preparati di valeriana non possono essere facilmente determinati. A causa di questa incertezza e del potenziale di tossicità nel feto e di epatotossicità nella madre, l'uso di valeriana è sconsigliato durante la gravidanza. Mal di testa e diarrea si sono verificati tra i soggetti che hanno utilizzato la valeriana negli studi clinici.